# Pedro Díaz de Palacios
Pedro Díaz de Palacios (Trasmiera (Cantabria) 1549 - Málaga 1636) fue arquitecto, retablista y escultor del siglo XVI.
Trabajó principalmente en Sevilla y Málaga, para cuya ciudad levantó el coro de la catedral.

## Biografía
Nació en la comarca de Trasmiera en Cantabria, donde comenzó su aprendizaje. Llegó a Sevilla en 1569. A la muerte de Hernán Ruiz II, ese mismo año, fue elegido maestro mayor de la catedral de Sevilla, interviniendo en la obra decorativa de su Capilla Real, aunque al parecer de modo no conforme a los deseos del Cabildo, que en 1574 lo sustituyó por Juan de Maeda, por entonces maestro mayor de la catedral de Granada.
Planteó un pleito por su destitución que duraría hasta 1592, aunque mientras tanto continuó al frente de las obras del arzobispado de Sevilla, interviniendo en algunas de las iglesias que entonces se levantaban o reformaban, como el campanario de la iglesia de Constantina, o las Capillas sacramentales de la Iglesia de Santa María de Carmona o de la iglesia parroquial de El Pedroso. 
De 1599, datan sus primeras obras en la catedral de Málaga, de la que sería nombrado maestro mayor. Allí levanta el coro de la catedral y lleva a cabo obras en las iglesias de San Juan y de San Pedro del Perchel (1629). En esta misma provincia lleva a cabo la intervención en templos de Alorza y de San Pedro de Antequera entre los años 1627 y 1636.
En 1605 se levantan las primeras parroquias de la sede de Málaga por el arzobispo de Sevilla fray Diego de Leza, algunas de las cuales se integran en la provincia de Cádiz  en el siglo XIX, entre las que se encuentran las de Setenil de las Bodegas, Olvera, Benaocaz, o Villaluenga del Rosario, siendo restauradas en 1614 por Pedro Díaz de Palacios, y de las que se conserva hoy sólo la de Setenil. 
Tuvo a su cargo la realización de la Capilla Mayor de la iglesia del convento de San Francisco de El Puerto de Santa María; mas a causa de sus trabajos en la diócesis malagueña le cedió las obras a Alonso de Vandelvira.
También trabajó como retablista, donde alcanzó notables éxitos, trazando el Retablo de la Iglesia de Aznalcóllar (1584), el grandioso retablo de la Iglesia de Santiago de Écija, de 1587, y el de la Iglesia de Sanlúcar la Mayor.

## Otros trabajos
- Construcción de la iglesia del Convento de Madre de Dios de Sevilla, terminada en 1572, junto al arquitecto Juan de Simancas.